# 1833 en architecture
| Années de l'architecture : 1830 - 1831 - 1832 - 1833 - 1834 - 1835 - 1836    |
| Décennies de l'architecture : 1800 - 1810 - 1820 - 1830 - 1840 - 1850 - 1860 |

Cet article présente les faits marquants de l'année 1833 en architecture.

## Réalisations
- Construction de la terrasse de Carlton House à Londres par John Nash.
- Construction du capitole de l'État du Vermont à Montpelier par Ammi Young.

## Événements
- x

## Récompenses
- Royal Gold Medal : x.
- Prix de Rome : Victor Baltard.

## Naissances
- 31 juillet : Édouard Deperthes († 23 juillet 1898).

## Décès
- 18 décembre : Jean-Charles Krafft (° 19 juin 1764).